# August Anton Ernst Bender
August Anton Ernst Bender (* 5. September 1813 in Meschede; † 21. Juni 1891 in Siegen) war ein deutscher Richter und preußischer Abgeordneter.

## Leben
Er studierte Rechtswissenschaften. Zwischen 1851 und 1866 war er Kreisrichter in Berleburg, danach war er in Siegen tätig. Zwischen 1859 und 1863 war er für den Wahlkreis Olpe-Meschede Mitglied des preußischen Abgeordnetenhauses. Er gehörte der katholischen Fraktion an. Die Wahl vom 20. Juni 1862 wurde wegen eines Formfehlers des Wahlkommissars vom Abgeordnetenhaus für ungültig erklärt. Im Wahlkampf für die von ihm gewonnene Neuwahl wurde ihm vom liberalen Lager etwa von Adolf Kreutz Versagen in der Frage des Anschlusses der Region an die Eisenbahn vorgeworfen. Bei der Wahl 1863 unterlag er dem liberalen Gewerken Robert Bonzels.